# Скшипник
Скшипник (пол. Skrzypnik) — село в Польщі, у гміні Доманюв Олавського повіту Нижньосілезького воєводства.
Населення — 367 осіб (2011).
У 1975-1998 роках село належало до Вроцлавського воєводства.

## Демографія
Демографічна структура станом на 31 березня 2011 року:
|          | Загалом | Допрацездатний вік | Працездатний вік | Постпрацездатний вік |
| -------- | ------- | ------------------ | ---------------- | -------------------- |
| Чоловіки | 178     | 42                 | 112              | 24                   |
| Жінки    | 189     | 43                 | 108              | 38                   |
| Разом    | 367     | 85                 | 220              | 62                   |